# 1 Wall Street
1 Wall Street (oosrpronkelijk Irving Trust Company Building, later Bank of New York Building en tegenwoordig BNY Mellon Building) is een wolkenkrabber in art-decostijl in New York. De wolkenkrabber staat in Lower Manhattan op de hoek van Broadway en Wall Street, tegenover de Trinity Church.

## Geschiedenis
Voor de bouw van het huidige gebouw stond op deze locatie een 18 verdiepingen hoog kantoorgebouw uit 1907. Dit gebouw stond bekend als het Chimney Building. De Irving Trust Company kocht dit gebouw en enkele aangrenzende panden in 1928 om plaats te maken voor het huidige 1 Wall Street dat werd ontworpen door architect Ralph Walker. De bouw begon in 1929 en in 1931 opende de wolkenkrabber zijn deuren. Tussen 1963 en 1965 werd aan de zuidzijde van 1 Wall Street een 36 verdiepingen hoge uitbreiding gerealiseerd. Hiervoor werd het 106 meter hoge Manhattan Life Insurance Building uit 1894, dat ten tijde van zijn voltooiing de hoogste wolkenkrabber ter wereld was, afgebroken.
In 2014 is het gebouw gekocht door Macklowe Properties voor $ 585 miljoen. De nieuwe eigenaar laat een groot deel van de voormalige kantoorruimtes ombouwen tot appartementen.